# 庙沟乡 (镇安县)
庙沟乡是中国陕西省商洛市镇安县下辖的一个乡。

## 行政区划
庙沟乡下辖以下行政区：
三联村、五一村、五四村、中坪村、双喜村、双庙村、蒿坪村、东沟村